# 拱桥窑群址
拱桥窑群址，位于中国广东省湛江市廉江市良垌镇新华拱桥村，为湛江市廉江市的一个市级文物保护单位，类型为古遗址，公布时间为1987年12月1日。
拱桥窑群址的历史年代为明代。